# Tvrdošín
Tvrdošín (Hongaars: Turdossin, Pools: Twardoszyn, Duits: Turdoschin) is een Slowaakse gemeente in de regio Žilina, en maakt deel uit van het district Tvrdošín.
Tvrdošín telt 9453 inwoners en is gelegen tussen de rivieren Orava en Oravica , twaalf kilometer van de Poolse grens en ongeveer 32 kilometer van Dolný Kubín. De gemeente bestaat naast Tvrdošín uit de stadsdelen Krásna Hôrka (sinds 1974), Medvedzie (sinds 1968).

## Geschiedenis
De stad werd genoemd in documenten uit 1111 en in het document van Koning Béla III van Hongarije in 1183. In 1369 kreeg Tvrdošín stadsrechten.

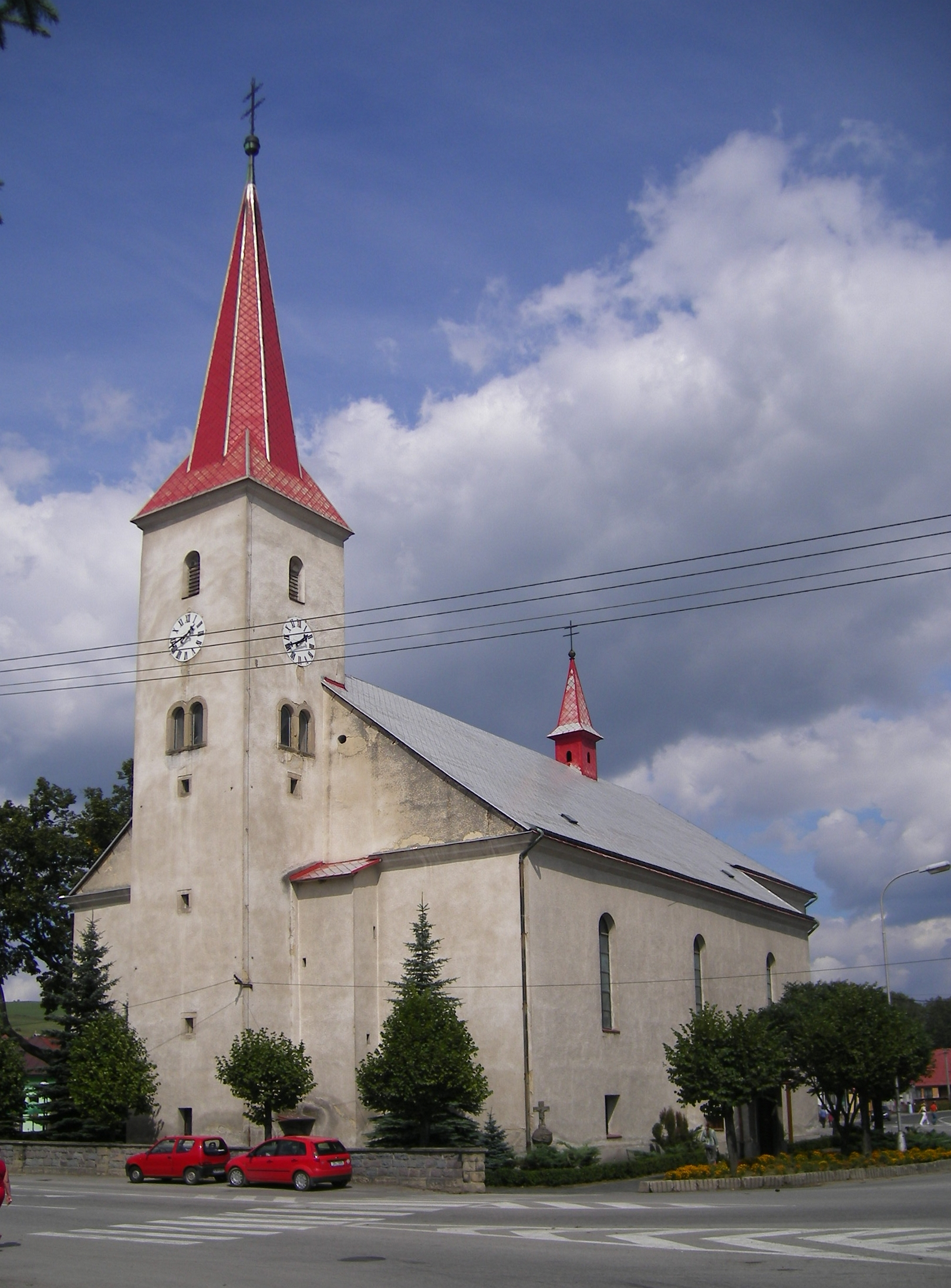
Heilige Drie-eenheidskerk